# Niels Ebbesen

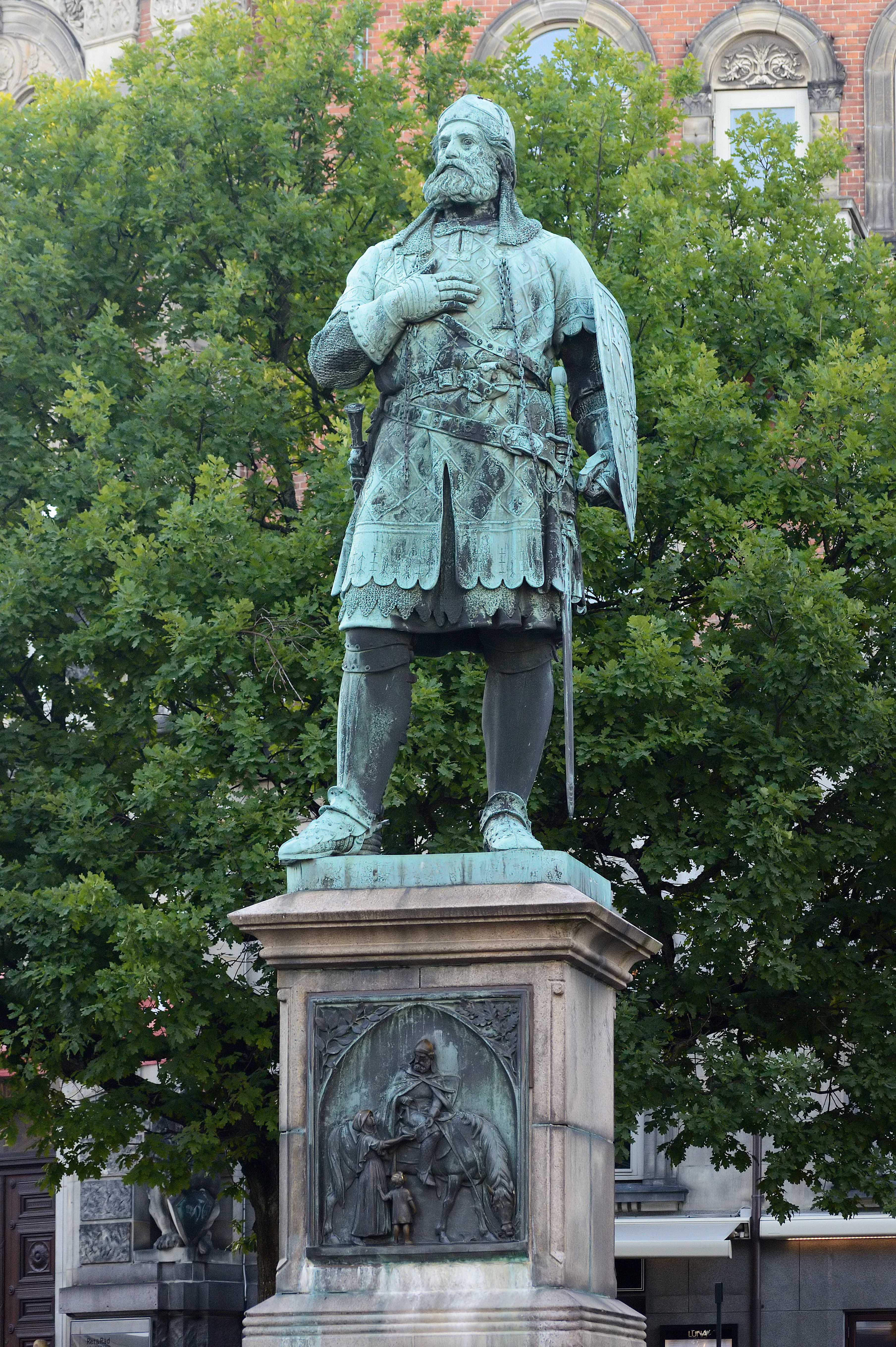
Standbeeld van Niels Ebbesen in Randers

Niels Ebbesen (1308 – 2 november 1340) was een Deense edele en nationale held, omdat hij Gerard II van Holstein heeft vermoord.
Over het leven van Ebbesen is niet veel bekend. Hij was waarschijnlijk een landedele. Zoals veel van zijn klassegenoten steunde hij eerst de bezetters uit Holstein, maar streed later tegen hen. Toen de Hertog van Sleeswijk over Jutland regeerde in 1340, steunde Ebbesen de Jutlandse strijders. Op 1 april trok hij samen met 47 medestrijders Randers binnen en verstopte zich tot zonsondergang. Zij geraakten tot in de slaapkamer van de hertog en onthoofdden hem daar. Om dat niet in stilte te laten gebeuren, sloegen de mannen van Ebbesen op een trom en riepen dat de hertog was vermoord. Toen de Holsteiners achter hen aankwamen, vluchtten zij over de brug over de Gudenå. Een van de mannen van Ebbesen had de brug verzwakt. Zodra Ebbesen en zijn mannen erover waren, lieten zij de brug instorten.
In de opstand die volgde speelde Ebbesen een belangrijke rol, maar hij werd datzelfde jaar nog gedood in een gevecht tegen de Duitsers.
In de Deense cultuur werd Ebbesen geëerd als een vrijheidsstrijder, hoewel nooit duidelijk is geworden wat het motief voor de moord op de Hertog van Sleeswijk was.